# Antoine Denis Chaudet
Pour les articles homonymes, voir Chaudet.
Antoine Denis Chaudet, né le 3 mars 1763 à Paris et mort dans la même ville le 19 avril 1810, est un sculpteur et peintre néo-classique français.

## Biographie

Portrait de Chaudet par son condisciple Desmarais, peint à Rome, 1788 (château de Versailles).

Élève de Jean-Baptiste Stouf et d'Étienne Gois père, Antoine-Denis Chaudet remporte en 1784 un premier prix de Rome de sculpture sur le sujet de Joseph vendu par ses frères, et part pour l'Académie de France à Rome. Il y restera quatre ans. À son retour, en 1789, il est agréé à l'Académie royale de peinture et de sculpture. En 1805, il est nommé membre de l'Institut. Il est nommé professeur à l'École des beaux-arts de Paris, le 1er février 1810 en remplacement de Louis-Jean-François Lagrenée l'Aîné et aura pour successeur François-Frédéric Lemot le 8 septembre 1810.
Sa statue de Napoléon Ier en imperator érigée en 1810 à Paris et couronnant la colonne de la Grande Armée, place Vendôme sera remplacée en 1863 par une figure d'Auguste Dumont.
Il est inhumé à Paris au cimetière du Montparnasse (4e division).

## Œuvres

### Sculpture

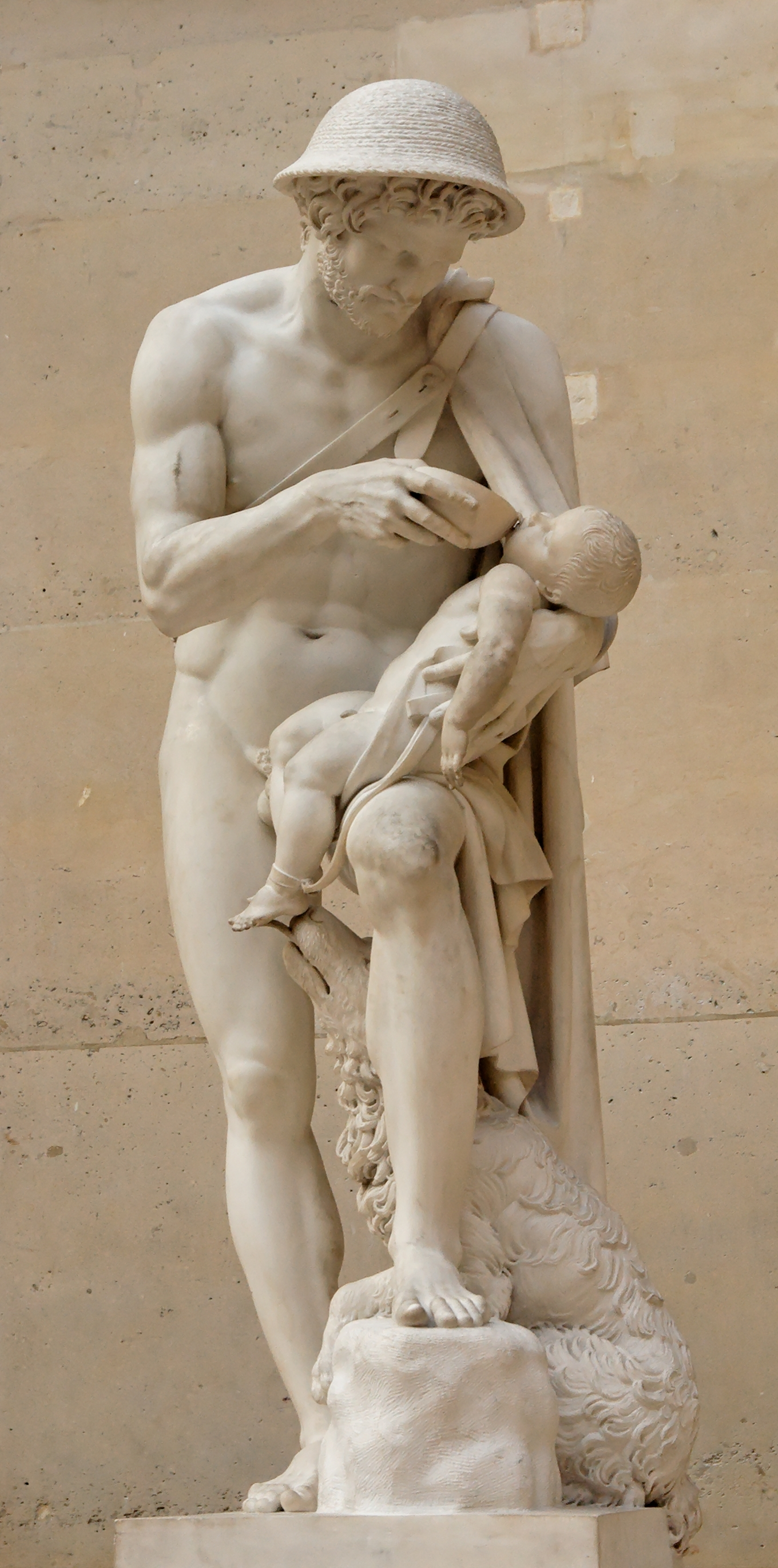
Œdipe enfant rappelé à la vie par le berger Phorbas qui l'a détaché de l'arbre (1801), Paris, musée du Louvre.

- Amiens, musée de Picardie : Napoléon Ier, bustes ;
- Compiègne, château de Compiègne :
  - Statue de Napoléon Bonaparte, 1804, marbre, galerie de Bal ;
  - Portrait de Napoléon Ier, 1811, buste.
- Lille, palais des Beaux-Arts : Le Repos de Bélisaire aveugle, 1791, groupe en plâtre.
- Lyon, Musée des Beaux-Arts : Napoléon Ier, buste en bronze, 1808.
- Paris :
  - fontaine des Invalides : Mascarons, 1804.
  - musée du Louvre
    - Œdipe enfant rappelé à la vie par le berger Phorbas qui l'a détaché de l'arbre, 1810-1818[4], groupe en marbre ;
    - L'Amour ramassant un papillon, Salon de 1817, statue en marbre terminée par Pierre Cartellier d'après un modèle en plâtre de 1802 ;
    - La Paix, 1806-1807, statue en argent et en bronze doré ;
    - Œdipe et Phorbas ;
    - Rousseau assis foulant aux pieds l'idole du préjugé, vers 1795-1810, bronze, 40 × 24 × 32 cm ;
    - Lamoignon de Malesherbes, buste en marbre ;
    - Buste de l'architecte Julien-David Le Roy.

  - palais Bourbon : fronton, 1806, détruit à la Restauration[5].
  - Panthéon de Paris, péristyle : L'Émulation de la gloire, 1801, groupe en pierre.
- Versailles, château de Versailles, galerie des Batailles : Jacques François Dugommier, buste.
- Vizille, musée de la Révolution française : Buste du consul romain Lucius Junius Brutus.

#### Œuvre d'édition
- Portrait de Napoléon Ier, 1811, buste, biscuit de la manufacture de Sèvres.

### Peinture
- Énée et Anchise[réf. nécessaire].

### Dessin
- Tête de cheval, 1776, sanguine sur papier, Musée national des beaux-arts du Québec[6].

Œuvres d'Antoine Denis Chaudet
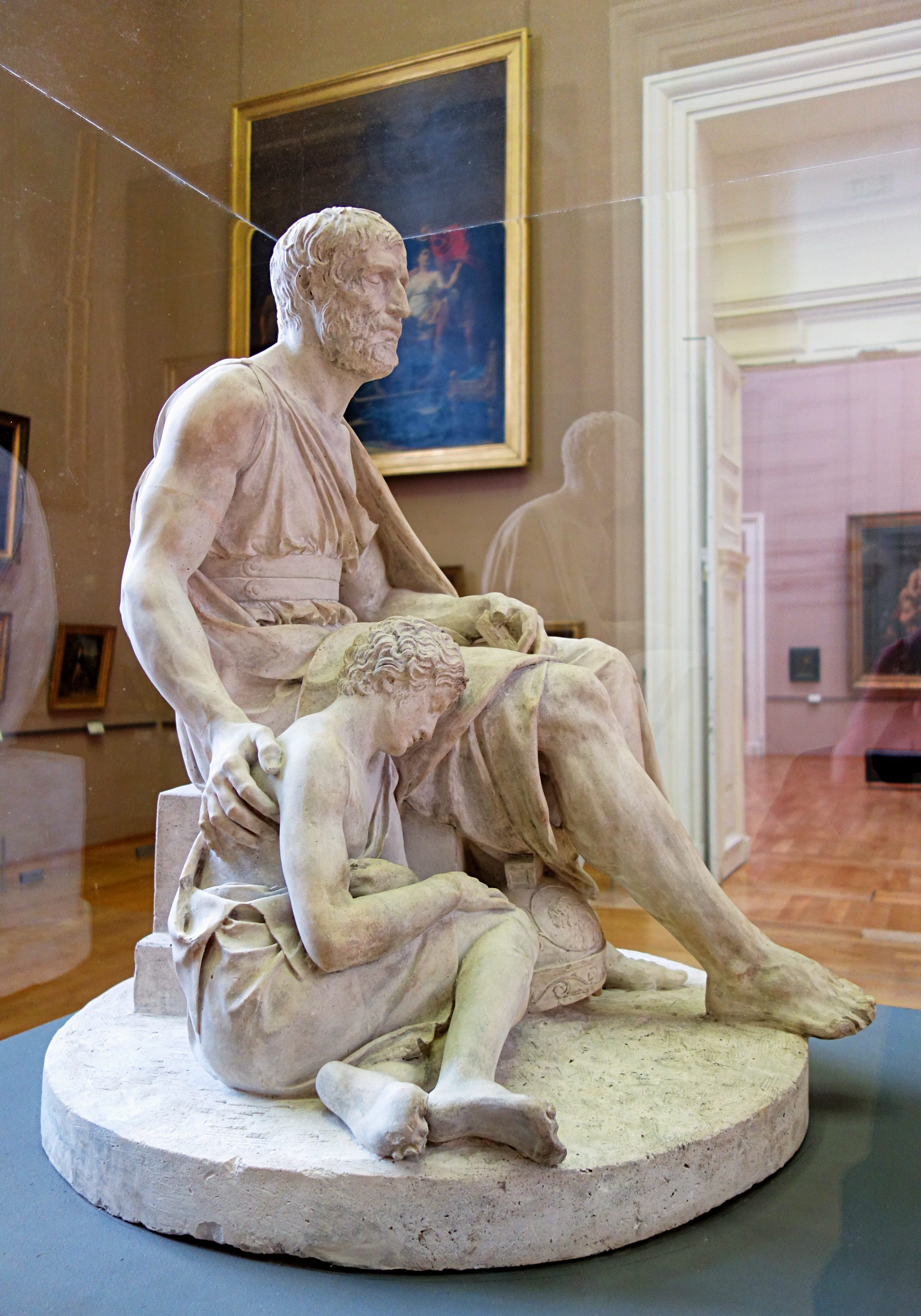
Le Repos de Bélisaire aveugle (1791), palais des Beaux-Arts de Lille.
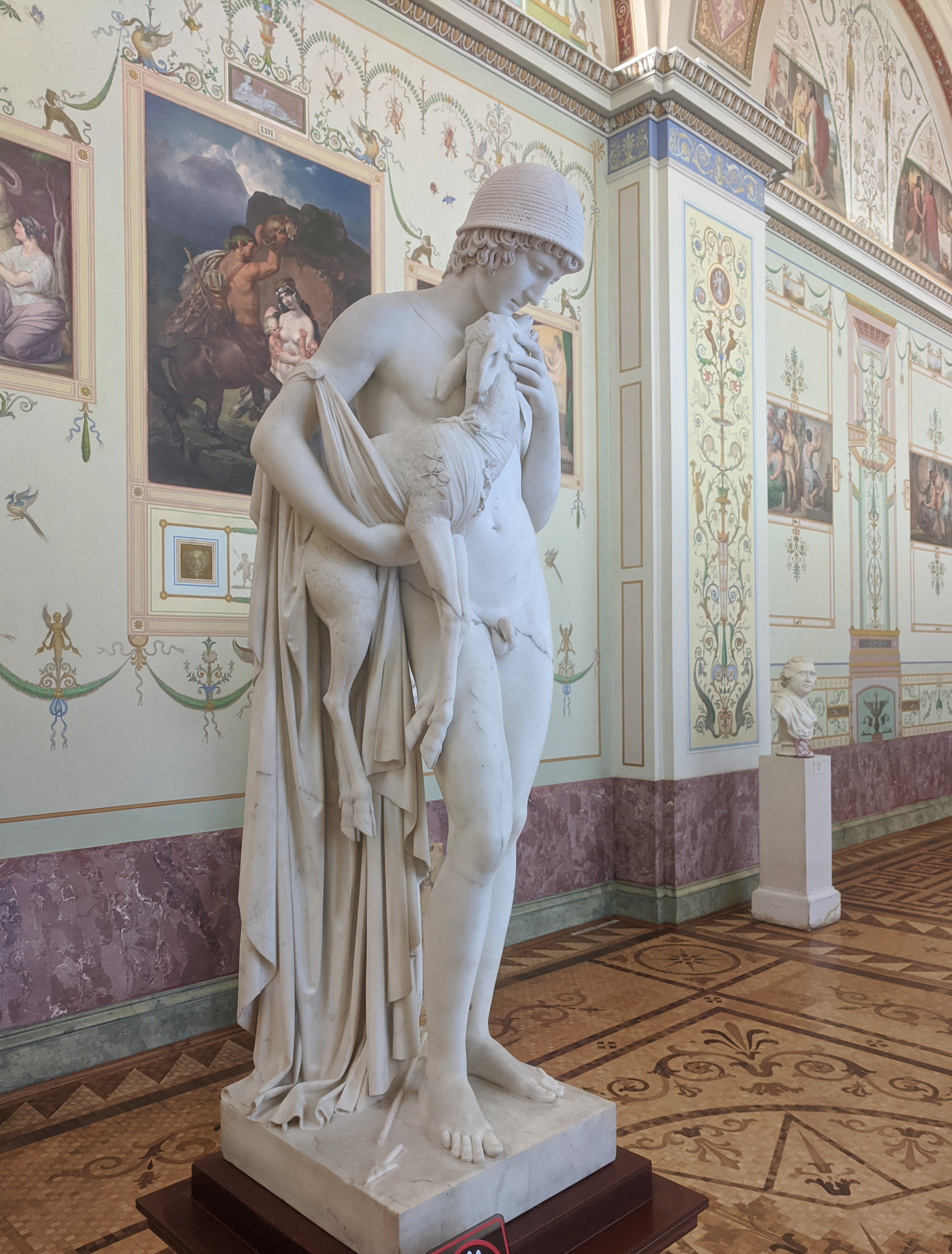
Cyparisse pleurant son faon (1798), Saint-Pétersbourg, musée de l'Ermitage.
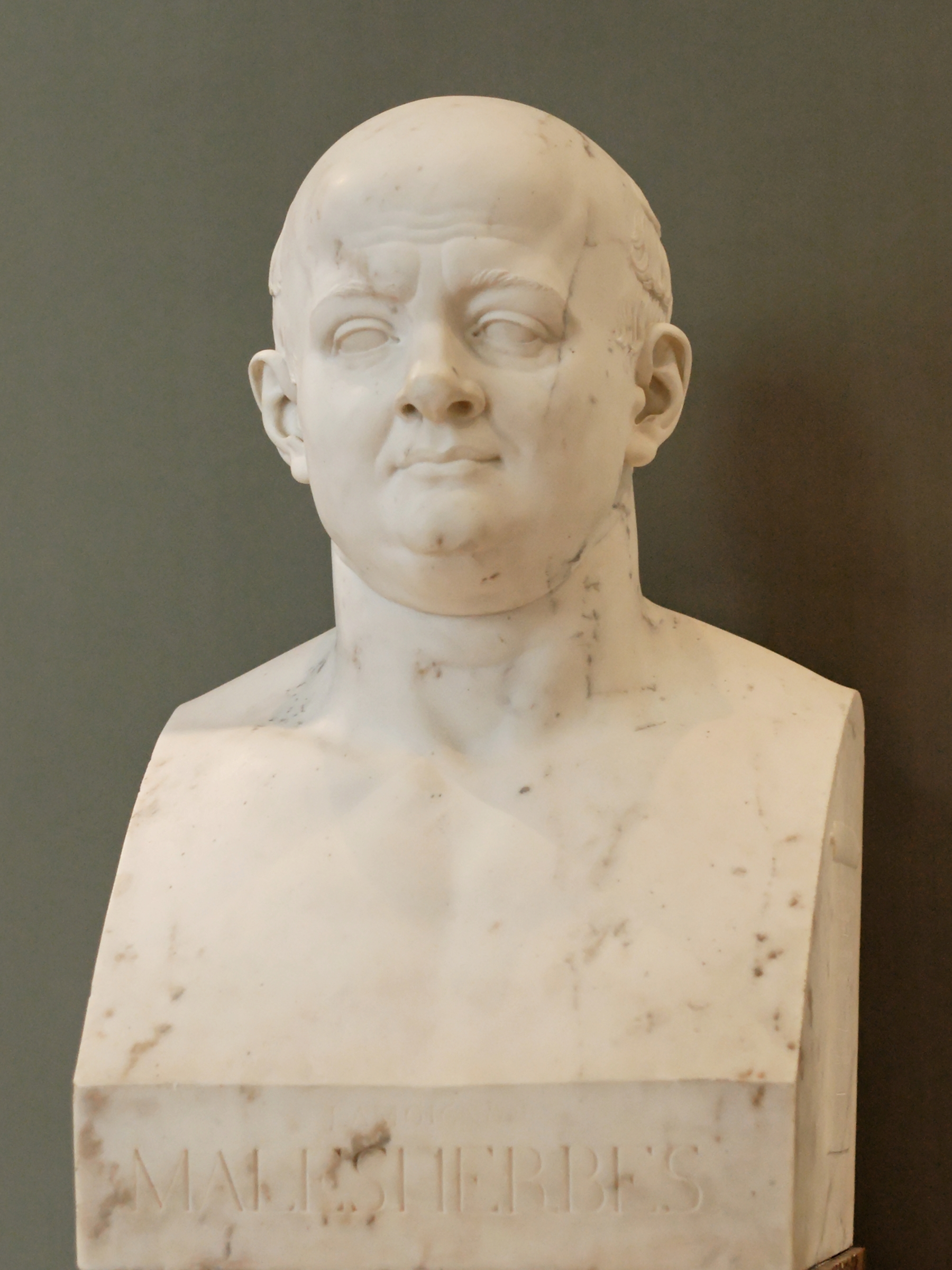
Lamoignon de Malesherbes (1801), Paris, musée du Louvre.
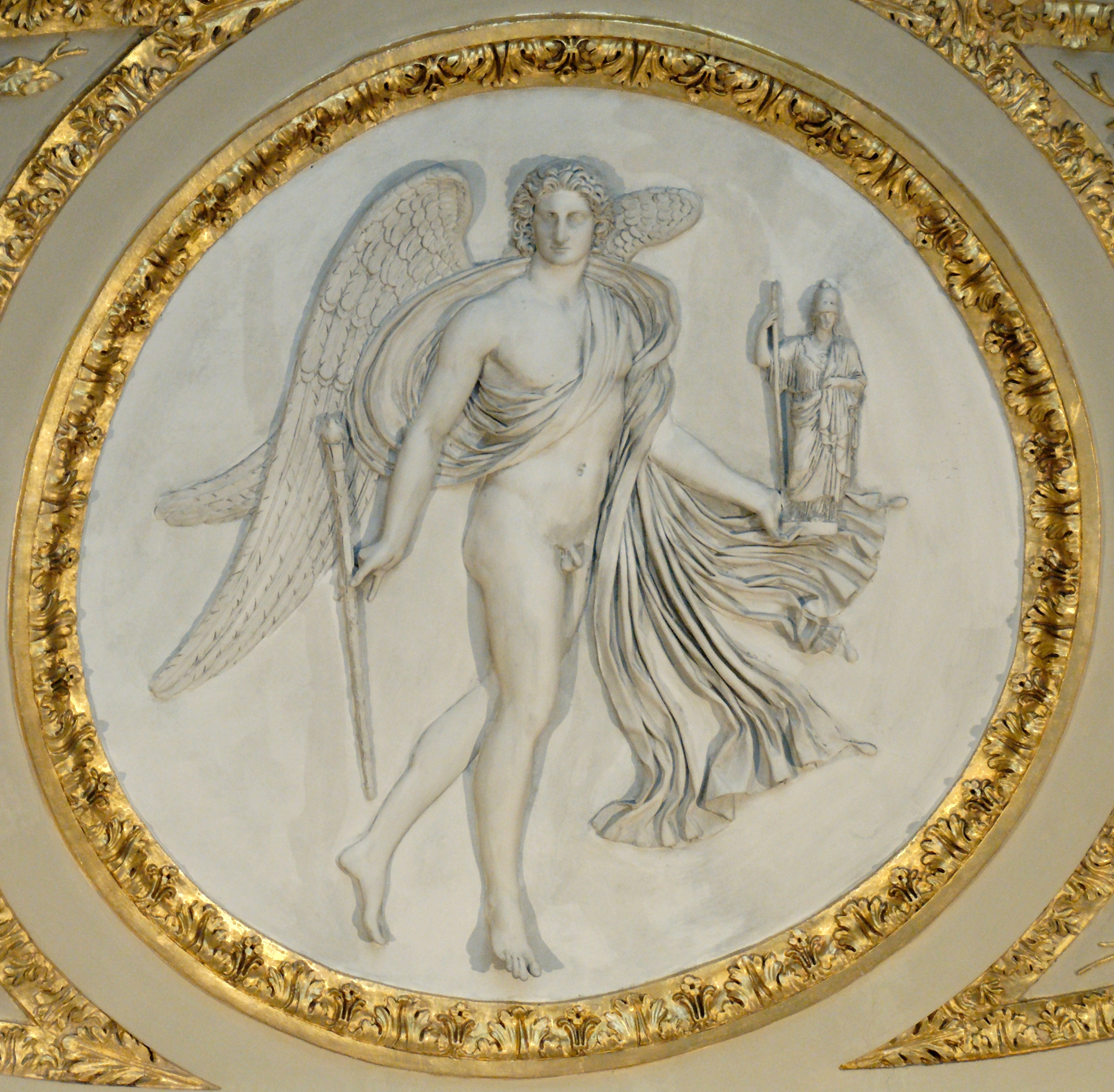
Le Génie des arts (1802), Paris, palais du Louvre, rotonde de Mars.
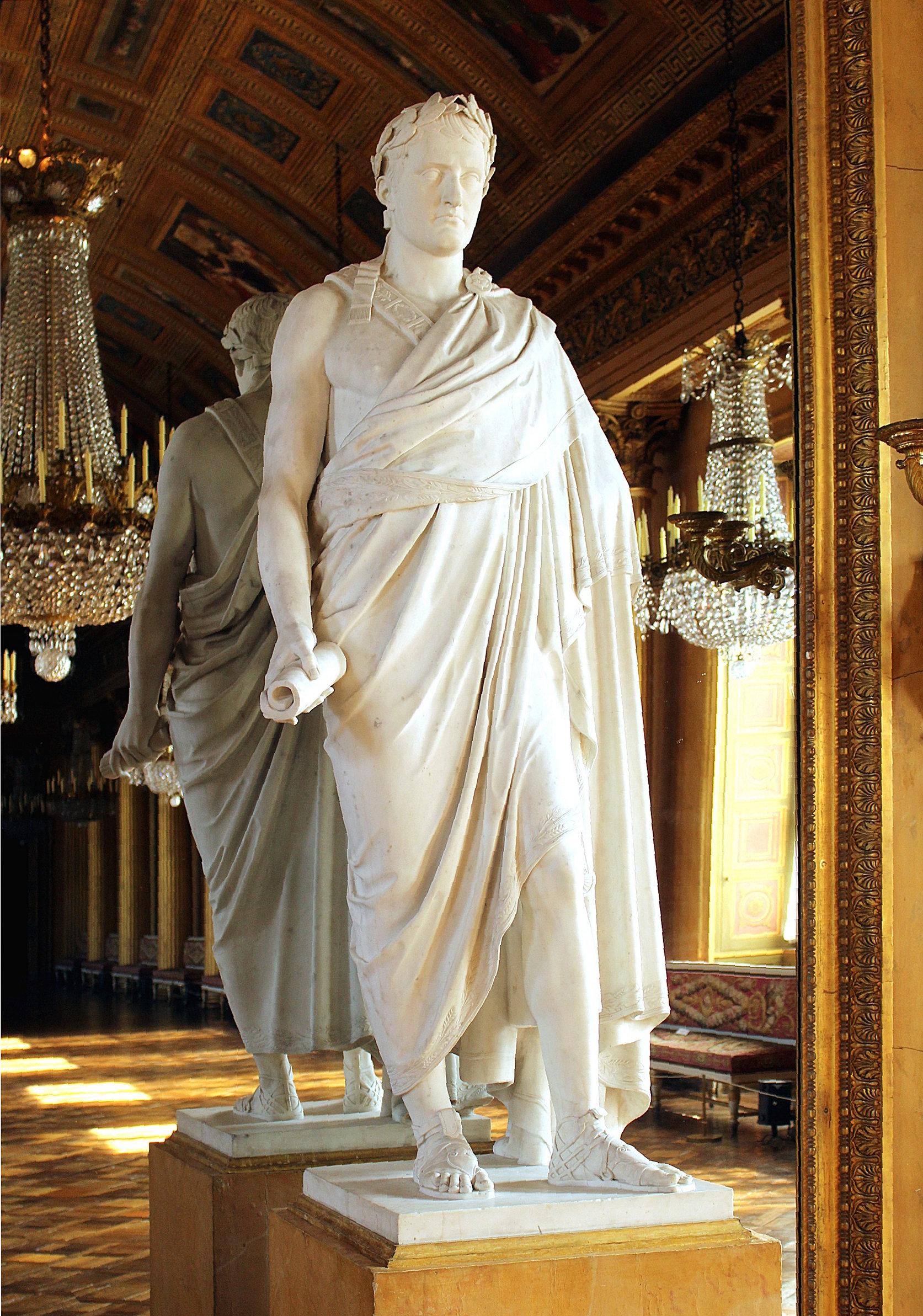
Statue de Napoléon Bonaparte (1804), château de Compiègne.
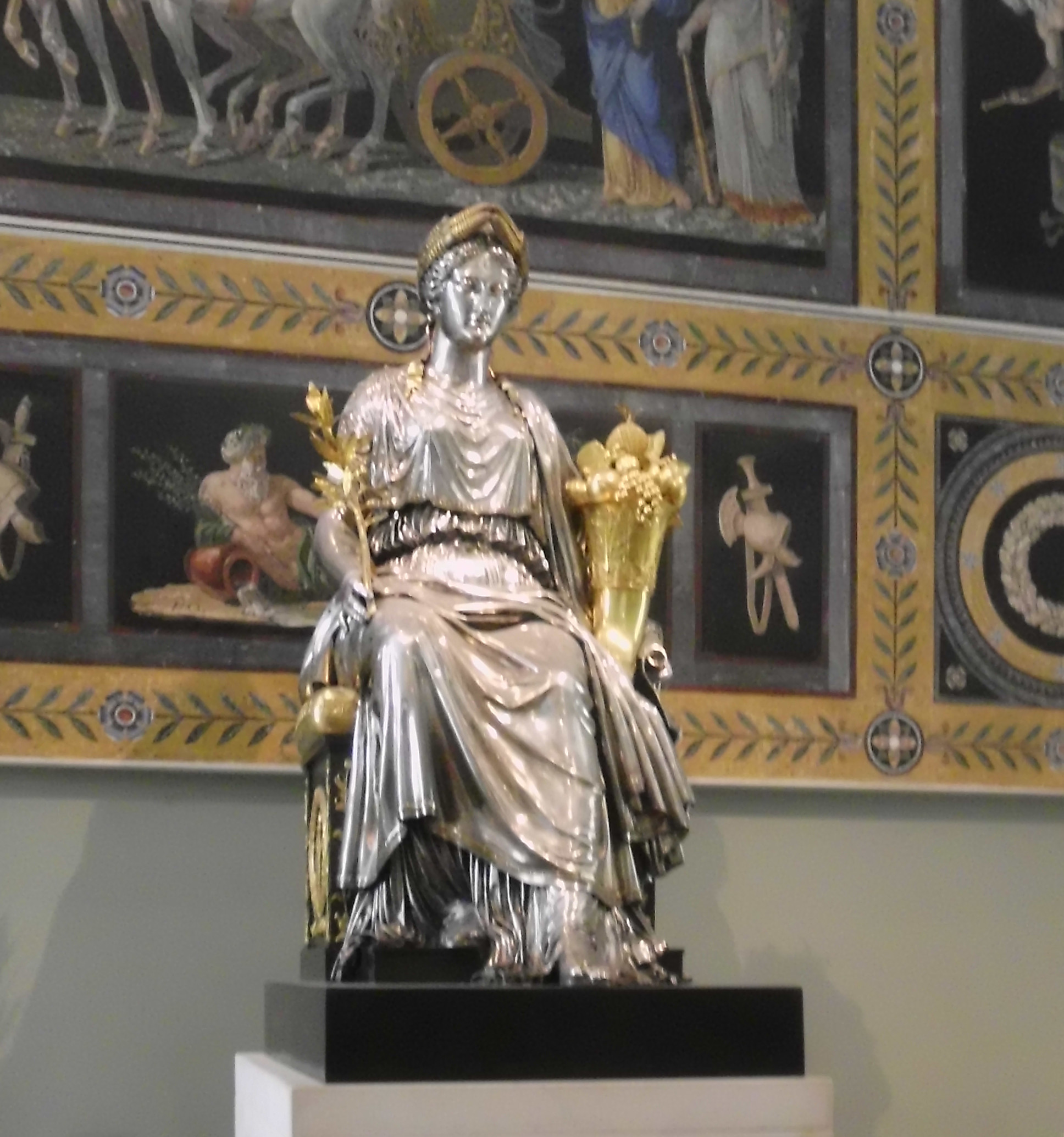
La Paix (1806), Paris, musée du Louvre.
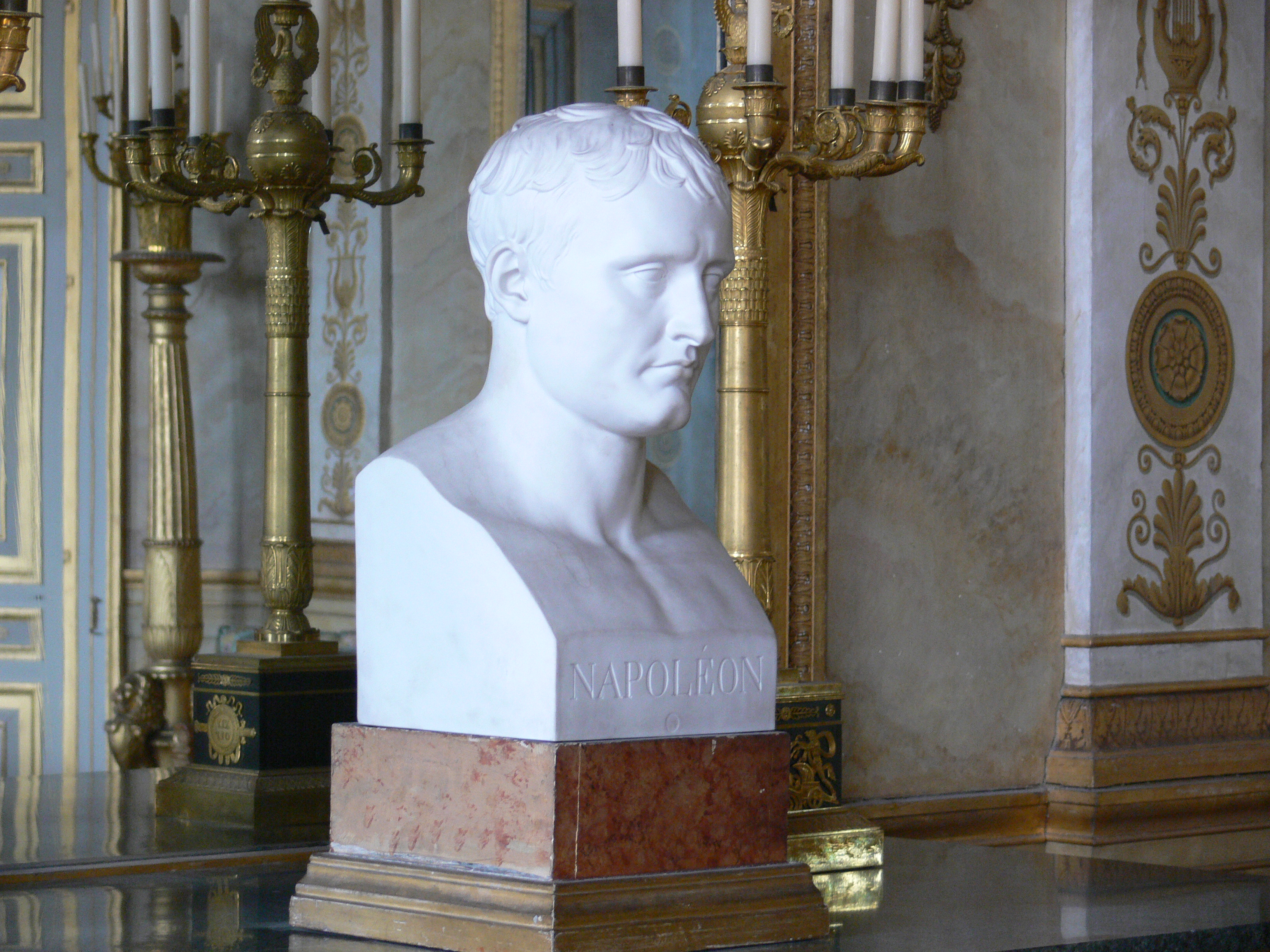
Portrait de Napoléon Ier (1811), château de Compiègne.
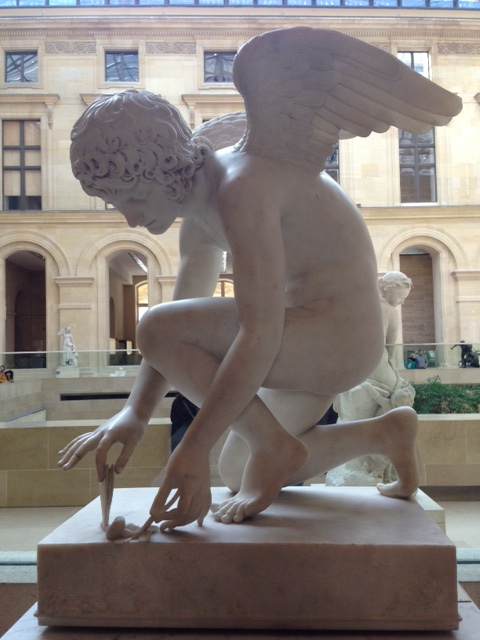
L'Amour prenant un papillon (1817), Paris, musée du Louvre.

## Élèves
- Jean-Baptiste Joseph Debay l'Ancien (1779-1863)